# Glasgow International Jazz Festival
Das Glasgow International Jazz Festival (auch Glasgow Jazz Festival) ist ein jährlich an fünf Tagen im Juni in Glasgow (Schottland) stattfindendes internationales Musikfestival, das dem Jazz gewidmet ist. Die Veranstaltungsorte sind über die ganze Stadt verstreut, ab 1993 mit einem Schwerpunkt im Old Fruit Market.
Die Idee für das Festival entstand 1987 während der Vorbereitungen für Glasgow als Kulturhauptstadt Europas 1990. Auf dem ersten Festival 1987 trat Benny Carter auf, der mit der Komposition einer Glasgow Suite beauftragt wurde, Sarah Vaughan, aber auch schottische Musiker wie Carol Kidd, Martin Taylor und Tommy Smith (der in den 1990er Jahren für das Festival Beasts of Scotland komponierte). 1988 folgte Gerry Mulligan, der dafür The Flying Scotsman komponierte und aufführte. Weitere Musiker in den 1980er Jahren waren Stan Getz, Oscar Peterson, Cab Calloway, Dizzy Gillespie, Ray Charles und Miles Davis (1990 im Jahr als Glasgow Kulturhauptstadt Europas war).
In den 1990er Jahren traten Max Roach, Horace Silver, Ahmad Jamal, Ray Brown, Betty Carter, Joe Henderson, David Murray, McCoy Tyner, das Art Ensemble of Chicago, die Mingus Big Band, Arturo Sandoval, Jack Bruce, Trilok Gurtu, John McLaughlin, die Jazz Crusaders,  Thomas Chapin, Michel Petrucciani, Don Cherry, Elvin Jones, Tito Puente, George Shearing, Nat Adderley, Lee Konitz, Jimmy Smith und Carla Bley (1992) auf.
Als der Old Fruit Market ab 2002 vorübergehend ausfiel, zog man neben den Indoor-Konzerten in Zelte und Open-Air-Veranstaltungen am George Square. Hier trat unter anderem Tony Bennett auf.
Mit der Gründung des Festivals ist auch die Gründung des Strathclyde Youth Jazz Orchestra verbunden (Leitung Tommy Smith), das hier regelmäßig auftritt.